# Tanjung Kulim
Tanjung Kulim is een bestuurslaag in het regentschap Kepulauan Meranti van de provincie Riau, Indonesië. Tanjung Kulim telt 655 inwoners (volkstelling 2010).